# Adil Makmur
Adil Makmur is een bestuurslaag in het regentschap Simalungun van de provincie Noord-Sumatra, Indonesië. Adil Makmur telt 2358 inwoners (volkstelling 2010).